# Julija Szymeczko
Julija Anatolijiwna Szymeczko z d. Kalina (ukr. Юлія Анатоліївна Шимечко zd. Каліна; ur. 24 października 1988 w Mariupolu) – ukraińska sztangistka, brązowa medalistka mistrzostw świata, trzykrotna medalistka mistrzostw Europy.
W 2012 roku zdobyła brązowy medal podczas igrzysk olimpijskich w Londynie. 13 lipca 2016 roku straciła medal, gdyż wykryto u zawodniczki niedozwolony środek – turinabol. Był to jej jedyny start olimpijski.
W 2009 roku zdobyła brązowy medal na mistrzostwach świata w Goyang. Wyprzedziły ją tylko Chinka Li Xueying i Nastassia Nowikawa z Białorusi. 
Jej mężem jest Ihor Szymeczko.

## Osiągnięcia
| Rok  | Zawody               | Miasto    | Miejsce | Wynik  |
| ---- | -------------------- | --------- | ------- | ------ |
| 2009 | Mistrzostwa Europy   | Bukareszt | 2       | 212 kg |
| 2009 | Mistrzostwa świata   | Koyang    | 3       | 215 kg |
| 2012 | Igrzyska olimpijskie | Londyn    | DSQ     | 235 kg |